# 아태지역 네트워크 정보센터

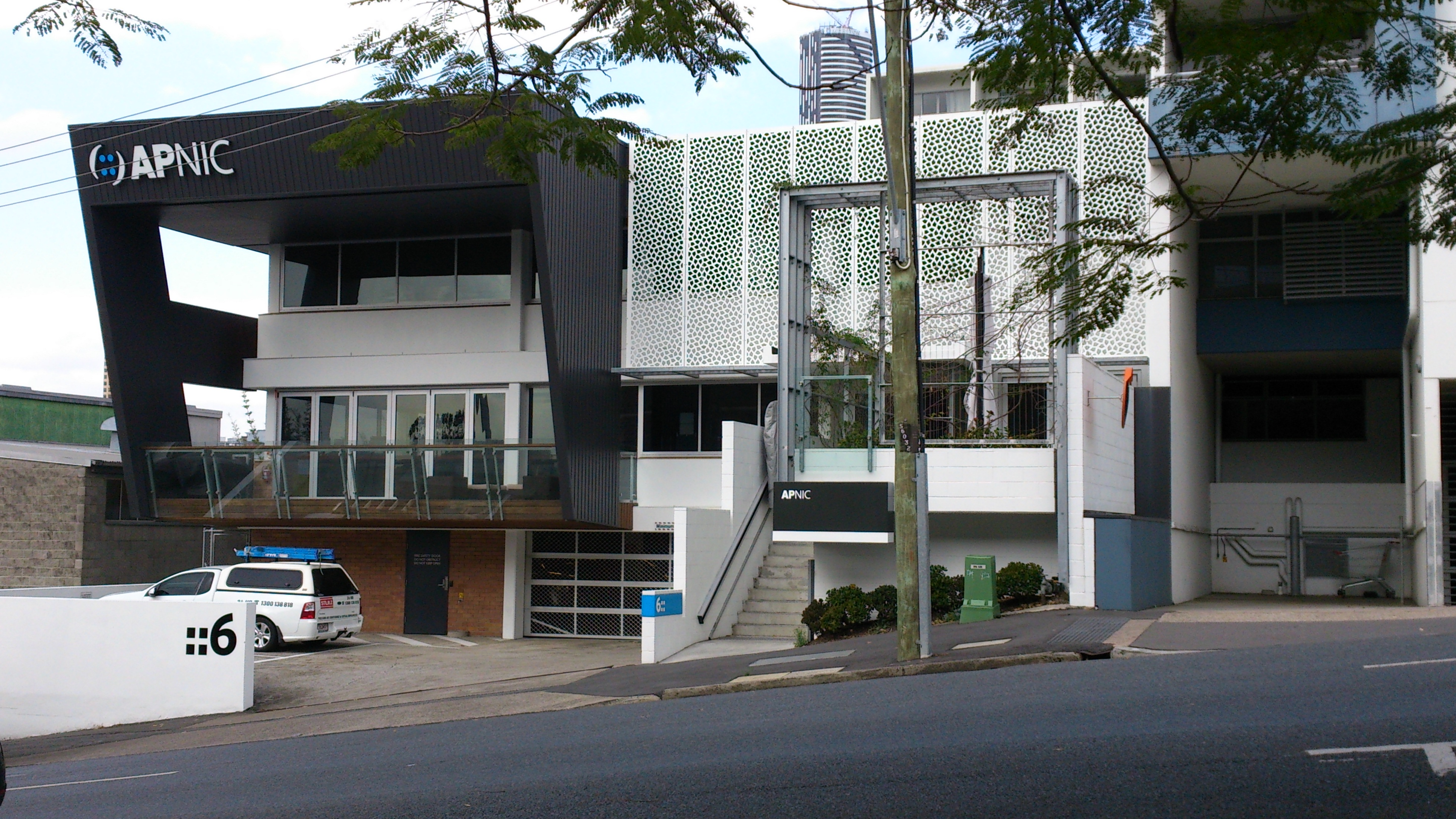

아태지역 네트워크 정보센터(Asia Pacific Network Information Center, APNIC)는 아시아-태평양 지역의 IP 주소 할당 및 정보 서비스 제공 업무를 수행하는 비영리기관이다. 아시아-태평양 지역의 IP 주소 할당 정책을 결정하고, ICANN의 국제 IP 주소 관련 정책에 참여한다. 1993년 설립되었으며, 오스트레일리아에 위치해 있다.